# Nordmann-Tanne
Die Nordmann-Tanne  (Abies nordmanniana), standardsprachlich Nordmanntanne, auch Nordmanns Tanne und Kaukasus-Tanne genannt, ist eine Pflanzenart aus der Gattung Tannen (Abies) in der Familie der Kieferngewächse (Pinaceae). Die Nordmanntanne ist heute die meistgenutzte Baumart als Weihnachtsbaum.

## Name
Benannt wurde die Nordmann-Tanne im Jahre 1842 nach dem finnischen Biologen Alexander von Nordmann (1803–1866). Nordmann hatte sie 1835 im Kaukasus nordöstlich von Bordschomi (im heutigen Georgien) entdeckt. Aufgrund ihrer Herkunft heißt sie auch Kaukasus-Tanne.

## Beschreibung

### Habitus

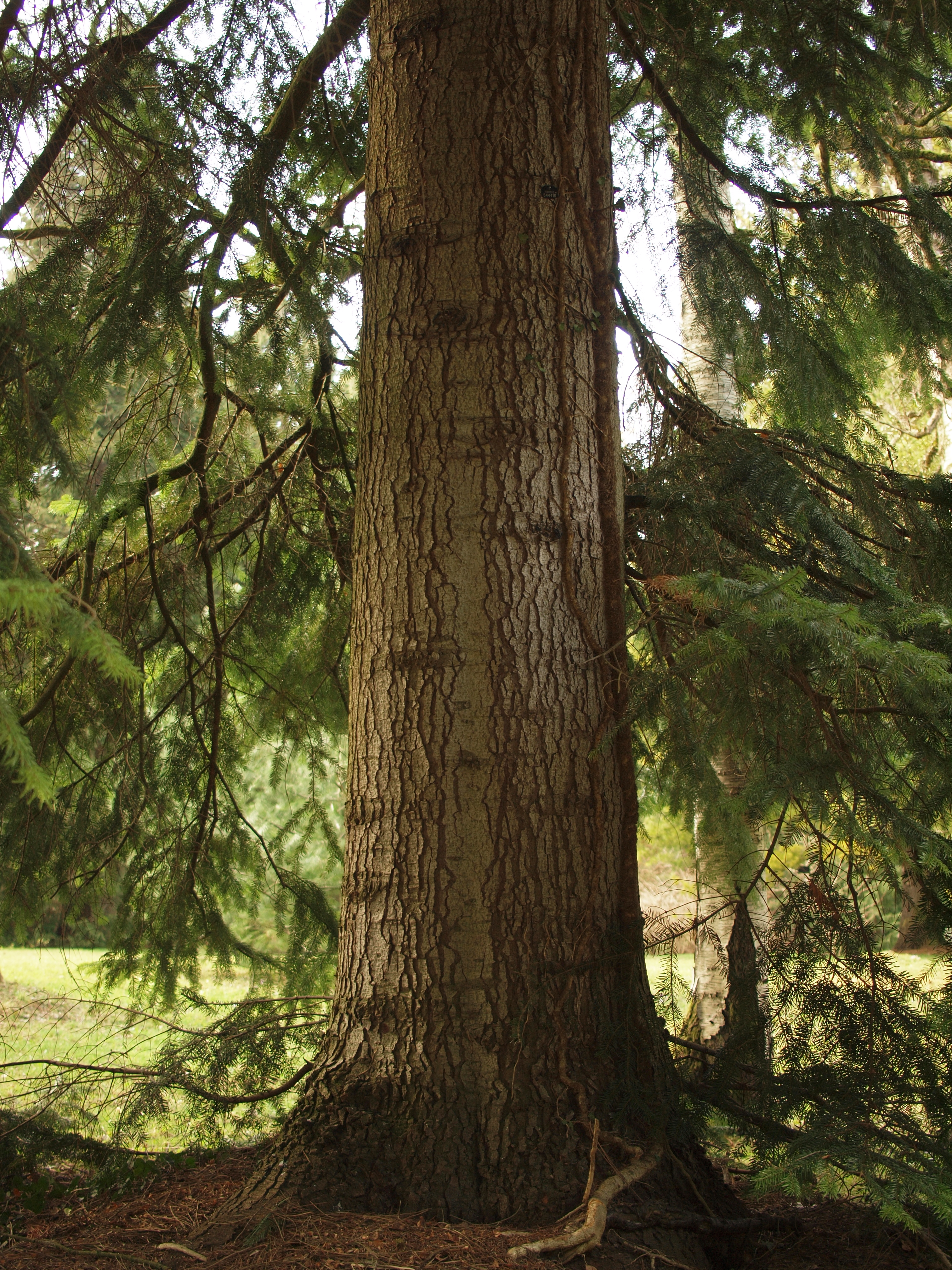
Stamm, Botanischer Garten München

Die Nordmann-Tanne ist ein mächtiger, geradstämmiger, immergrüner Baum, der Wuchshöhen von 40 bis 60 Meter und Stammdurchmesser bis 2 Meter erreicht. Sie kann ein Höchstalter von 500 Jahren erreichen. Die dicht beastete Baumkrone ist pyramidenförmig und reicht in geschlossenen Beständen bis auf halbe Baumhöhe herab. Ältere Bäume können, ähnlich wie bei der Weißtanne (Abies alba), eine so genannte „Storchennestkrone“ ausbilden. Frei stehende Bäume sind bis zum Boden hin beastet.

### Knospen und Nadeln

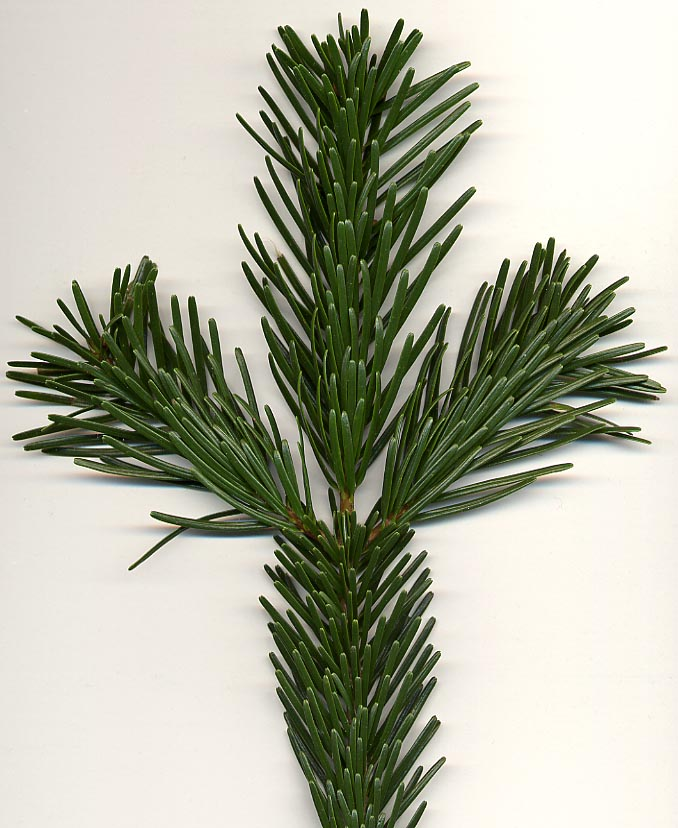
Zweig mit Nadeln

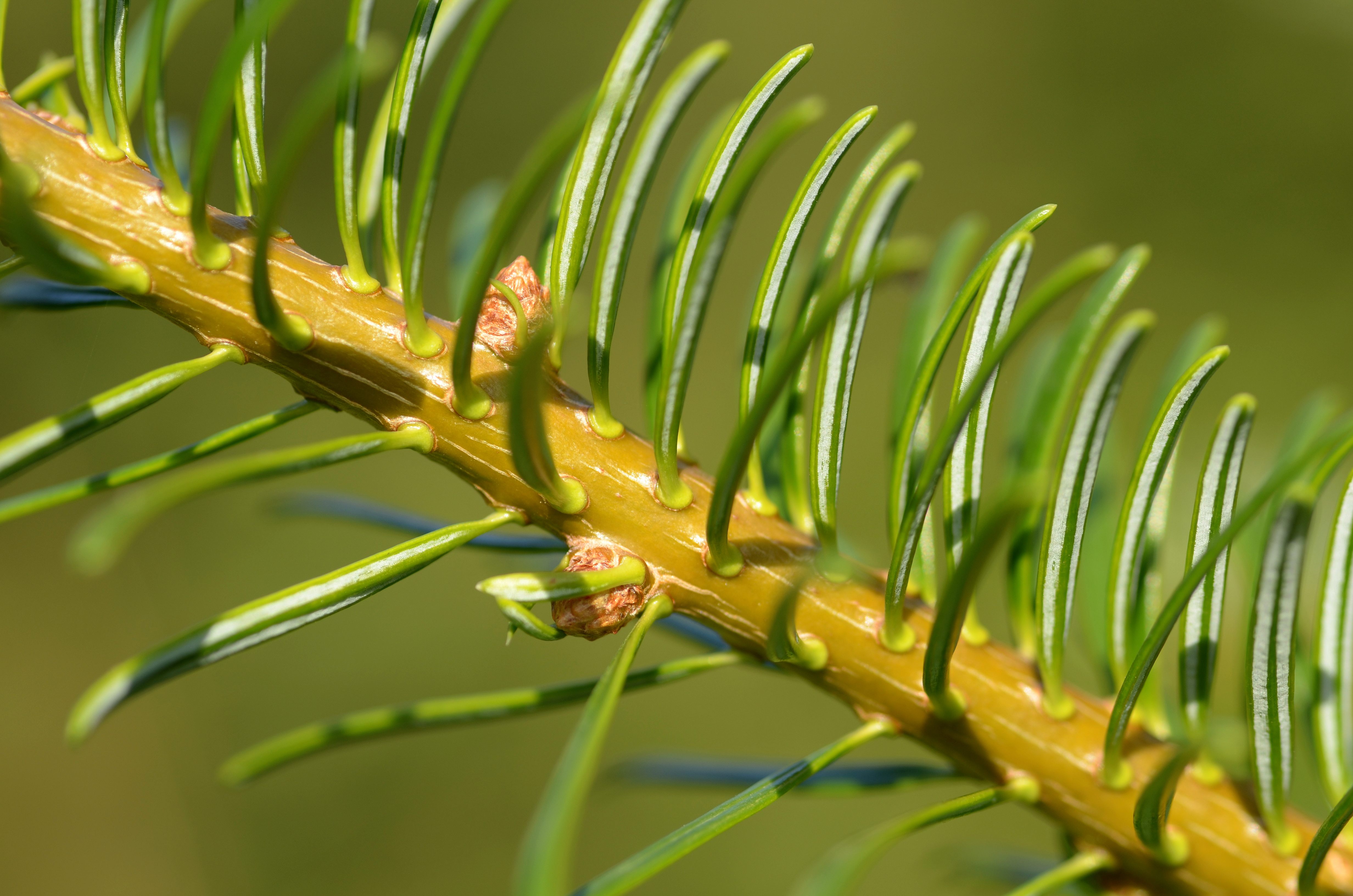
Zweig der Nordmann-Tanne: Unbehaart, ohne Längsrillen und mit harzlosen Knospen

Querschnitt durch eine Nadel unter dem Mikroskop. Zwei Harzkanäle sind gut sichtbar.

Die Nordmann-Tanne bildet 3 bis 4 Millimeter lange, dunkel- bis rotbraun gefärbte, länglich-eiförmige Knospen aus. Die Knospen sind stets harzfrei. Sie stehen meist einzeln, aber auch zu zweit oder zu dritt an den Triebspitzen. Die Nordmann-Tanne besitzt starre, nicht stechende, 10 bis 30 Millimeter lange und 2 bis 3 Millimeter breite Nadeln. Sie sind oberseits glänzend dunkelgrün, unterseits hellgrün mit zwei markanten weißen Stomatastreifen. Die Nadelstellung hängt von der jeweiligen Position des Zweiges in der Krone ab. Untere, beschattete Zweige besitzen scheinbar zweizeilige Nadeln. Zweige an höheren, lichtexponierteren Positionen haben spiralig angeordnete Nadeln. Diese decken die Trieboberfläche komplett ab und sind dachziegelartig angeordnet. Die Nadeln verbleiben zwischen sechs und sieben Jahren am Baum, ehe sie abfallen.
In der am 25. November 2006 ausgestrahlten Folge der Fernsehsendung „Frag doch mal die Maus“ wurden an einer Nordmann-Tanne von 1,63 m Höhe, der durchschnittlichen Größe eines deutschen Weihnachtsbaumes, 187.333 Nadeln gezählt.

### Borke

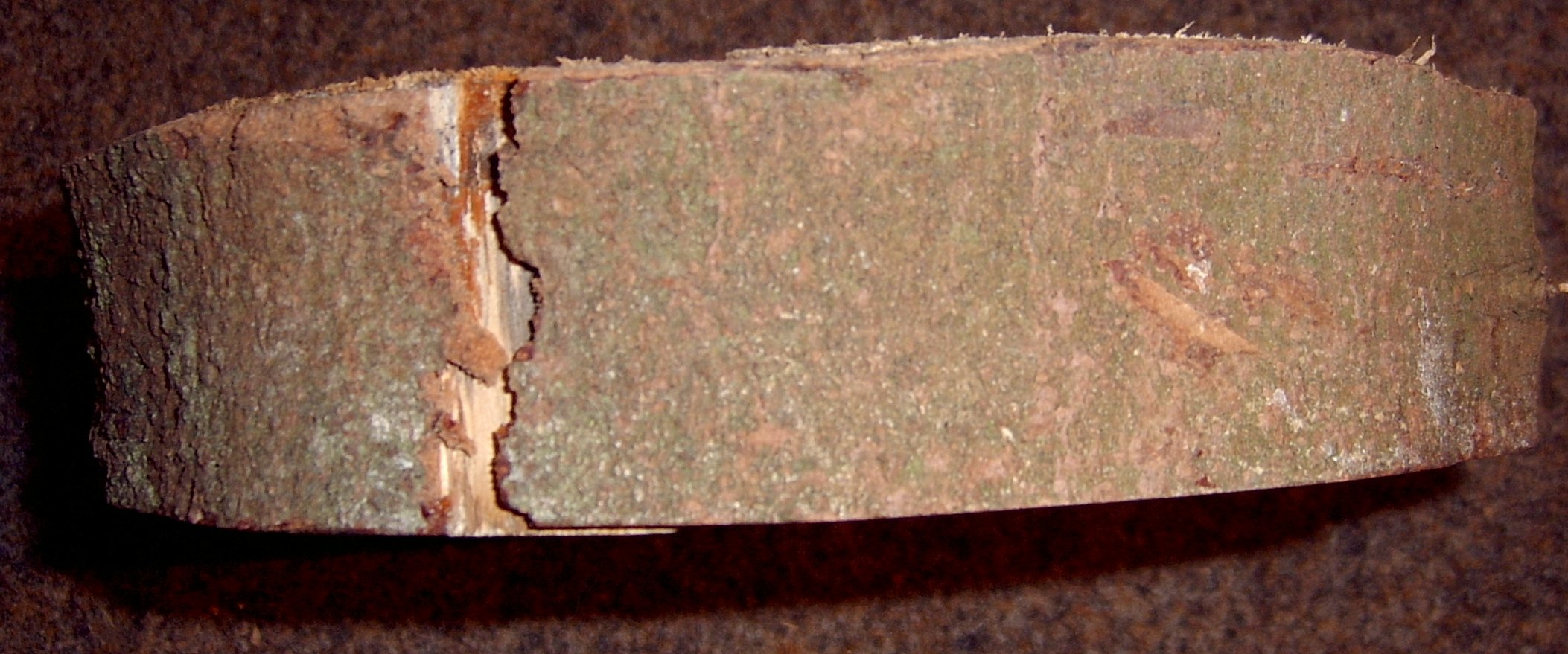
Borke

Die Borke der Zweige ist dünn und grau bis braun gefärbt. Die Borke des oberen Stammes ist glatt und weist eine gräuliche Färbung auf während die rissige Borke der Stammbasis dunkelgrau gefärbt und deutlich dicker ist.

### Wurzeln
Sämlinge bilden eine tiefreichende Pfahlwurzel, die im Alter durch kräftige Seitenwurzeln ergänzt wird. Selbst auf seichtgründigen Böden bleibt die Pfahlwurzel am Leben. Aufgrund dessen ist die Nordmann-Tanne äußerst sturmfest. Es liegen keinerlei Informationen über Mykorrhiza-Partner vor.

### Holz

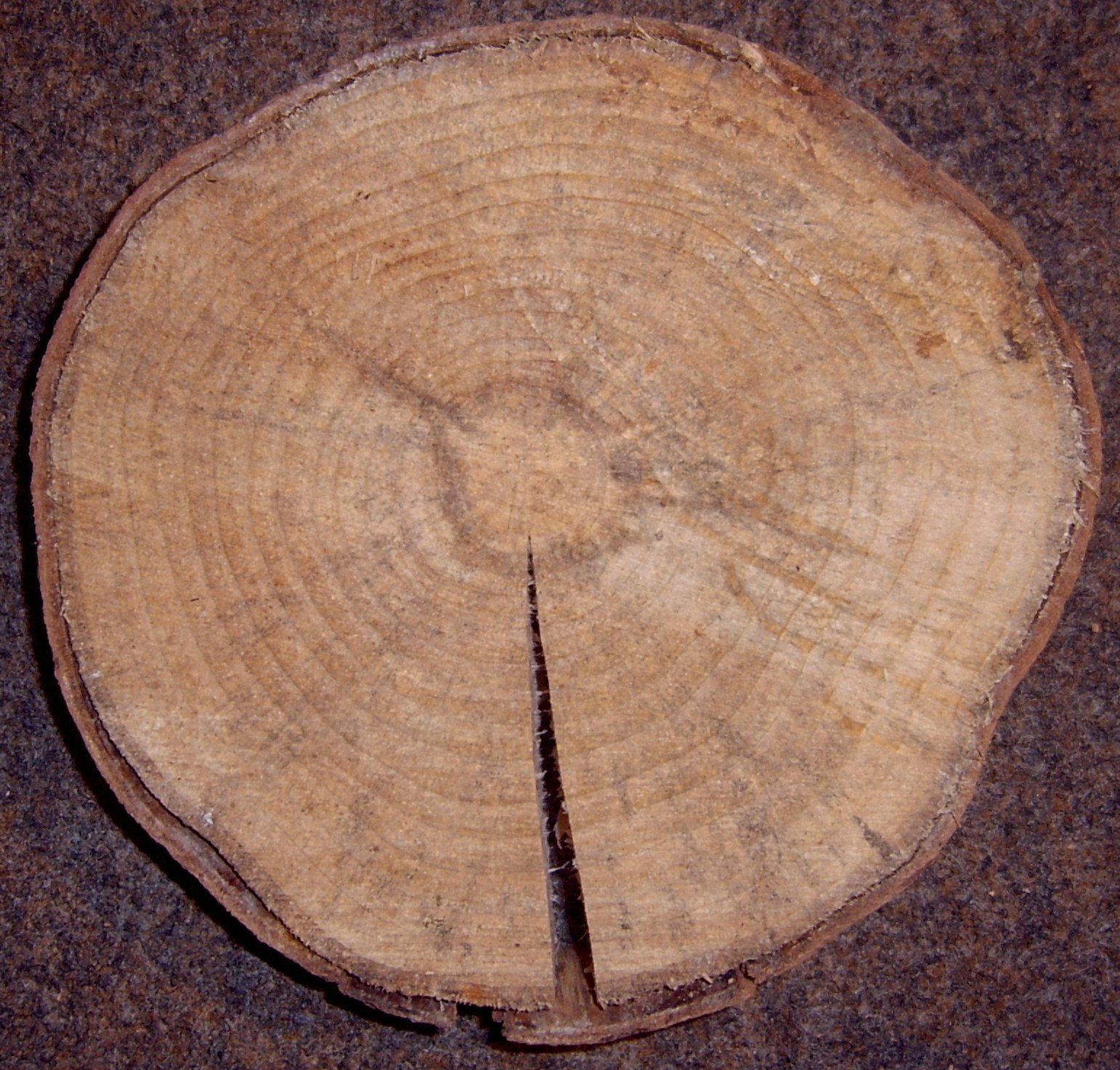
Holz

Das weiche und sehr biegefeste Holz der Nordmann-Tanne weist eine weißliche bis gelbliche Färbung auf. Es besteht keinerlei Farbunterschied zwischen Kern- und Splintholz. Die Jahresringe sind gut zu erkennen. Das Holz weist normalerweise keine Harzkanäle auf. Nach Verletzungen entstehen kurzlebige, nur wenig Harz produzierende, traumatische Harzkanäle.
| Mechanische Eigenschaften         | Wert | Einheit |
| --------------------------------- | ---- | ------- |
| Rohdichte ({\displaystyle r_{0}}) | 0,41 | g/cm³   |
| Druckfestigkeit                   | 360  | kg/cm²  |

### Blüten, Zapfen und Samen

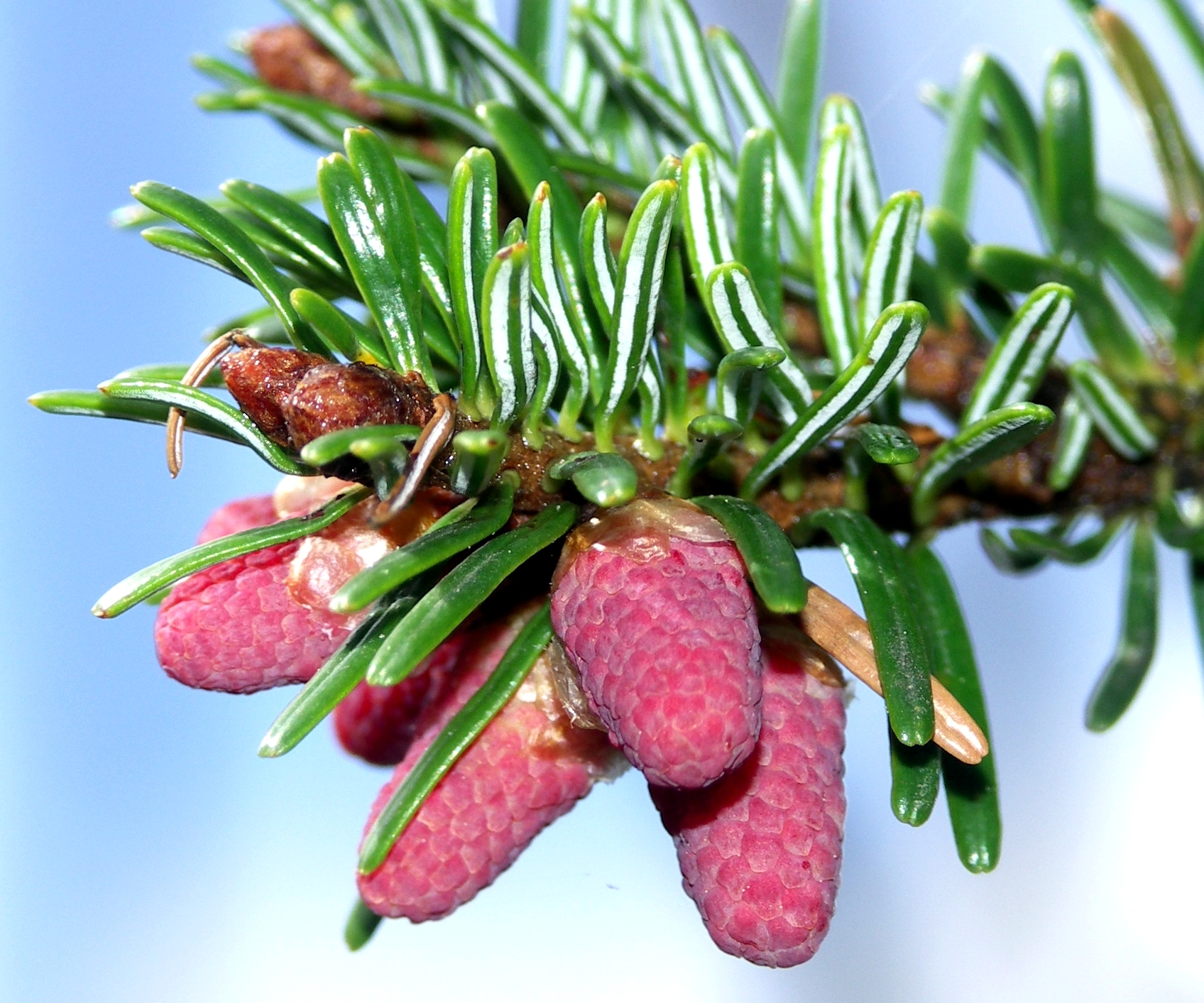
Männliche Blütenzapfen

Die Blütezeit liegt im Mai. Die 10 bis 20 Millimeter langen, eiförmigen männlichen Blütenzapfen weisen eine rötlich-braune bis rötlich-gelbe Färbung auf. Sie stehen in den Achseln vorjähriger Nadeln und sind hauptsächlich im unteren Kronenbereich zu finden.
Die aufrecht stehenden weiblichen Blütenzapfen weisen zuerst eine grünliche, später eine gelbgrüne bis rötliche Färbung auf. Die mit Harztropfen bedeckten, zylindrischen, rot-braunen Zapfen weisen eine Länge von 8 bis 16 Zentimeter und einen Durchmesser von 3 bis 5 Zentimeter auf. Die Samen reifen von September bis Oktober Die geflügelten Samen sind etwa 1 Zentimeter groß. Die fast quadratischen Deckschuppen schauen unter den Samenschuppen hervor. Es entstehen zwei Samen je Samenschuppe. Die Samenschuppen an der Zapfenbasis bleiben meist steril.
Die keilförmigen braunen Samen sind zwischen 6 und 10 Millimeter lang und 5 bis 8 Millimeter breit. Sie weisen zwei violett oder braun gefärbte Flügel auf. Die Flügel sind doppelt bis dreifach so groß wie die Samen. Die Keimfähigkeit liegt bei 45 bis 50 %. Die Tausendkornmasse beträgt rund 54 Gramm.
Es wird immer schwieriger für die kletternden Zapfenpflücker, alte Bäume zu finden, da an den russischen und georgischen Berghängen im Kaukasus die Tannen viel zu stark eingeschlagen werden. In Deutschland werden in der Eifel bereits Saattannen angebaut.

## Vorkommen
Die Nordmann-Tanne ist im westlichen Kaukasus und im Ostpontischen Gebirge in Georgien, Russland, der nordöstlichen Türkei und Aserbaidschan heimisch. Ihr Verbreitungsgebiet bildet keine zusammenhängende Fläche. Die Gesamtfläche des Verbreitungsareals im Ostpontischen Gebirge umfasst circa 13.200 Hektar.
Sie wächst in kühl-humidem Klima auf tiefgründigen, humosen Lehmböden in Höhenlagen zwischen 900 (Einzelbäume auch schon ab 400) und 2.100 Metern. Dabei bevorzugt sie Nordhänge. Sie ist kalktolerant und bildet Reinbestände oder Mischwälder mit der Kaukasus-Fichte (Picea orientalis) und der Orientbuche (Fagus orientalis).
Aufgrund ihres tiefgreifenden Wurzelsystems wird die Nordmann-Tanne häufig in Mischwäldern angepflanzt, um diese sturmfester zu machen.

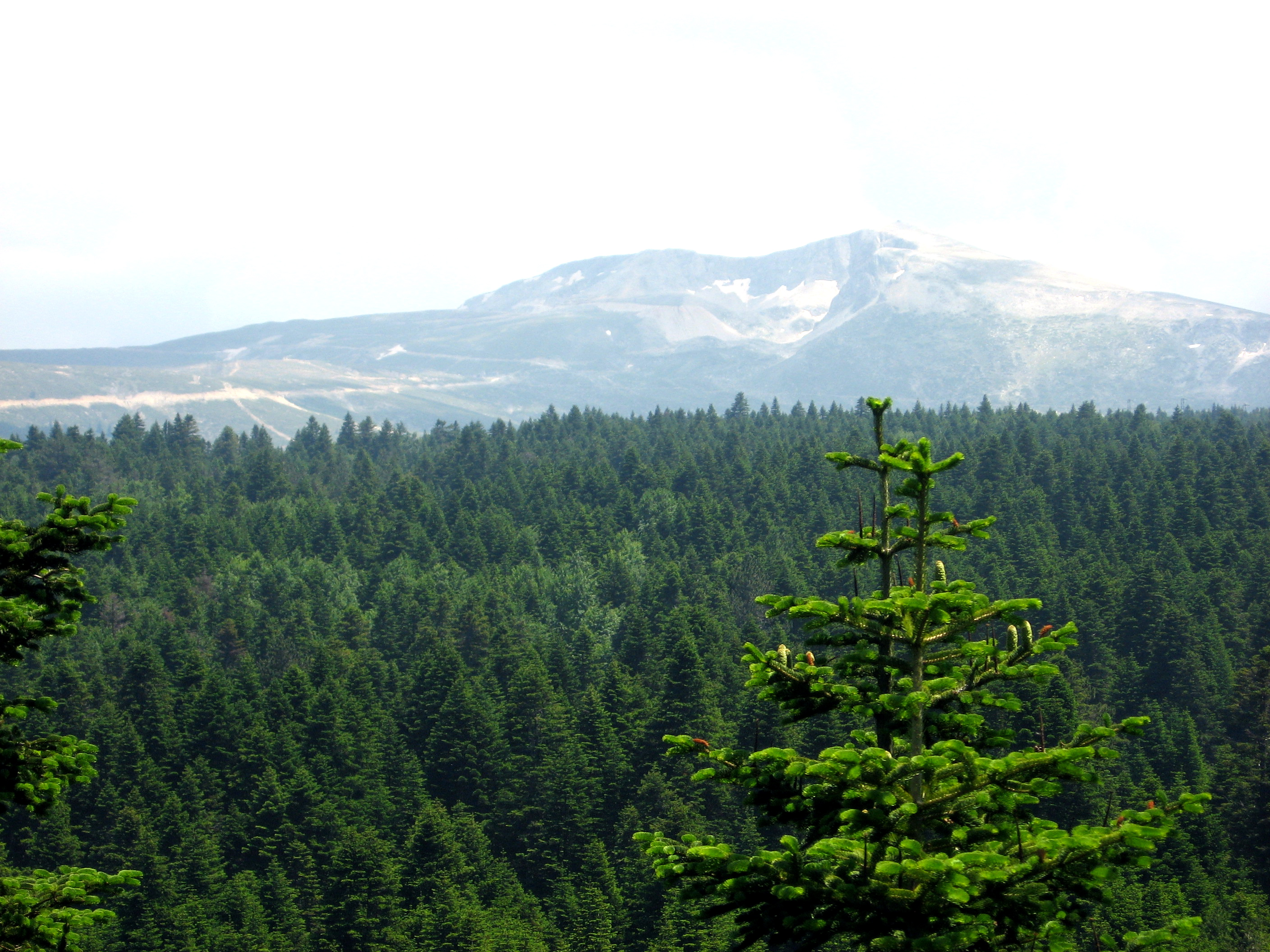
Troja-Tanne (Abies nordmanniana subsp. equi-trojani)

## Systematik
Die Erstbeschreibung dieser Art erfolgte 1838 unter dem Namen Pinus nordmanniana durch Christian von Steven in Bulletin de la Société Imperiale des Naturalistes de Moscou, 1, S. 45, Tafel 2. Édouard Spach stellte 1841 in Histoire Naturelle des Végétaux. Phanerogames, 11, S. 418 diese Art unter dem heute gültige Artnamen Abies nordmanniana in die Gattung Abies. Abies nordmanniana gehört zur Sektion Abies in der Gattung Abies.
Von Abies nordmanniana (Steven) Spach gibt es zwei Unterarten:
- Abies nordmanniana (Steven) Spach subsp. nordmanniana (Syn.: Pinus nordmanniana Steven, Picea nordmanniana (Steven) Loudon, Pinus abies var. nordmanniana (Steven) Mueller, Abies leioclada Steven ex Gordon & Glend., Abies pectinata var. leioclada (Steven ex Endl.) Link ex Carrière): Sie kommt ursprünglich von der nordöstlichen Türkei bis ins westliche Transkaukasien vor.[3]
- Troja-Tanne (Abies nordmanniana subsp. equi-trojani (Aschers. & Sint. ex Boiss.) Coode & Cullen, Syn.: Abies equi-trojani (Asch. & Sint. ex Boiss.) Mattf., Abies nordmanniana var. equi-trojani Guinier & Maire, Abies pectinata var. equi-trojani Aschers. & Sint. ex Boiss., Abies bornmuelleriana Mattfeld, Abies cephalonica var. graeca (Fraas) Tang S.Liu): Sie kommt ursprünglich in der nordwestlichen Türkei vor.[3]

## Schädlinge
In ihrem natürlichen Verbreitungsgebiet wird die Nordmann-Tanne kaum durch Krankheiten und Schadinsekten bedroht. Als Schadinsekten werden der Kleine Tannenborkenkäfer (Cryphalus piceae), die Weißtannentrieblaus (Dreyfusia nordmannianae) und einige nadelfressende Käferarten genannt, die kaum größere Schäden anrichten. Keine der parasitierenden Pilzarten ist auf die Nordmanntanne spezialisiert.

## Nutzung
Aufgrund ihres kleinen Verbreitungsgebietes hat die Nordmann-Tanne in ihrer Heimat kaum eine wirtschaftliche Bedeutung. Ihr Holz wird zur Herstellung von Zellstoff und Papier verwendet.
In Mitteleuropa wird die Nordmann-Tanne kaum forstlich angebaut, da sie unter strengen Wintern und Spätfrost leidet. Sie ist aber ein beliebter Parkbaum und wird plantagenmäßig als Weihnachtsbaum angebaut.
Wichtigster Weihnachtsbaumproduzent ist Dänemark mit rund 4.000 (Groß-)Produzenten und einem Bestand von gut 100 Millionen Nordmann-Tannen, von denen jährlich etwa 5 Millionen exportiert werden. Die größte europäische Baumschule für Nordmann-Weihnachtsbäume ist die dänische Green Team Group; zu den ganz Großen der Branche zählt auch HedeDanmark, ein Tochterunternehmen der Dänischen Heidegesellschaft. Ein großer dänischer Importeur von Nordmanntannen-Samen ist Levinsen & Abies. Die Samen werden hauptsächlich in der Region östlich des Schaori-Stausees im Bezirk Ratscha-Letschchumi um die georgischen Dörfer Nikorzminda in der Munizipalität Ambrolauri und Tlugi gesammelt.
Hektarerträge der Nordmann-Tanne in der Christbaumplantagen-Kultur belaufen sich je nach genutzter Herkunftsqualität zwischen 32.000 und 154.000 Euro.